# Минийска керамика
Да не се бърка с минойска керамика
Минийската керамика е първата, произведена с помощта на грънчарско колело по време на бронзовата епоха в Гърция. Образци от нея са намерени в Орхомен. Счита се, че е внесена в континентална Гърция от Мала Азия през третата фаза на ранно-еладския период (2200 – 2000 г. пр.н.е.). Производството ѝ продължава през средно-еладския период; (около 2000 – 1600 г. пр.н.е.). На външен вид е равномерно сива, с хлъзгава повърхност, а формите наподобяват изделия от метал.